# José Valls
José Valls (1896-1977) fue un distinguido ortopedista argentino. 
Profesor Titular de la Cátedra en las Facultades de Medicina de las Universidades de La Plata y de Buenos Aires, ejerció esta última en los Hospitales Durand e Italiano de Buenos Aires. Miembro Honorario de la Sociedad Internacional de Cirugía Ortopédica y Traumatológica. Presidente de la Asociación Médica Argentina entre 1946 y 1949.